# Union de Groupements Sportifs Élite Nantes Volley Féminin 2012-2013
Questa voce raccoglie le informazioni riguardanti l'Union de Groupements Sportifs Élite Nantes Volley Féminin nelle competizioni ufficiali della stagione 2012-2013.

## Organigramma societario
Area direttiva
- Presidente: Monique Bernard

Area tecnica
- Allenatore: Sylvain Quinquis
- Allenatore in seconda: Dominique Duvivier

## Rosa
| N° | Nome               | Ruolo | Data di nascita  | Nazionalità sportiva |
| -- | ------------------ | ----- | ---------------- | -------------------- |
| 1  | Mirjana Djurić     | S/O   | 14 febbraio 1986 | Serbia               |
| 3  | Lisa Menet         | L     | 16 maggio 1984   | Francia              |
| 4  | Olena Sych         | S/O   | 20 febbraio 1988 | Ucraina              |
| 6  | Kristy Jaeckel     | S     | 12 ottobre 1989  | Stati Uniti          |
| 7  | Jenna Hagglund     | P     | 28 maggio 1989   | Stati Uniti          |
| 8  | Tiphaine Sevin     | P     | 24 giugno 1983   | Francia              |
| 11 | Martina Noseková   | S     | 1º aprile 1985   | Slovacchia           |
| 12 | Clémentine Druenne | S     | 5 dicembre 1993  | Francia              |
| 13 | Marion Gauthier    | C     | 13 febbraio 1993 | Francia              |
| 14 | Laura Holubcová    | C     | 22 dicembre 1989 | Rep. Ceca            |
| 15 | Brittnee Cooper    | C     | 22 febbraio 1988 | Stati Uniti          |
| 17 | Alexandra Dascalu  | S     | 17 aprile 1991   | Francia              |